# Kot pri Prevaljah
Kot pri Prevaljah – wieś w Słowenii, w gminie Prevalje. W 2018 roku liczyła 123 mieszkańców.